# Eletti al Senato della Repubblica nelle elezioni politiche italiane del 2013
Questo elenco riporta i nomi dei senatori della XVII legislatura della Repubblica Italiana dopo le elezioni politiche del 2013, suddivisi per circoscrizione:

## I - Valle d'Aosta
La Valle d'Aosta elegge un senatore in un collegio uninominale. La coalizione che raccoglie più voti è Vallée d'Aoste.
| Lista          | Eletto         | Note |
| -------------- | -------------- | ---- |
| Vallée d'Aoste | Albert Lanièce |      |

## II - Piemonte
Il Piemonte elegge 22 senatori. Il premio di maggioranza regionale assegna allo schieramento vincente almeno 13 senatori. La coalizione che raccoglie più voti è Italia. Bene Comune.
| Lista                   | Eletto                  | Note                                                                        |
| ----------------------- | ----------------------- | --------------------------------------------------------------------------- |
| Partito Democratico     | Daniele Gaetano Borioli |                                                                             |
| Partito Democratico     | Vannino Chiti           |                                                                             |
| Partito Democratico     | Nerina Dirindin         |                                                                             |
| Partito Democratico     | Stefano Esposito        |                                                                             |
| Partito Democratico     | Nicoletta Favero        |                                                                             |
| Partito Democratico     | Elena Ferrara           |                                                                             |
| Partito Democratico     | Elena Fissore           |                                                                             |
| Partito Democratico     | Federico Fornaro        |                                                                             |
| Partito Democratico     | Stefano Lepri           |                                                                             |
| Partito Democratico     | Patrizia Manassero      |                                                                             |
| Partito Democratico     | Ignazio Marino          | Dimessosi per incompatibilità il 22 maggio 2013, subentra Enrico Buemi      |
| Partito Democratico     | Mauro Maria Marino      |                                                                             |
| Partito Democratico     | Magda Angela Zanoni     |                                                                             |
| Il Popolo della Libertà | Maria Rizzotti          | In sostituzione di Silvio Berlusconi che ha optato per altra circoscrizione |
| Il Popolo della Libertà | Lucio Malan             |                                                                             |
| Il Popolo della Libertà | Manuela Repetti         |                                                                             |
| Movimento 5 Stelle      | Alberto Airola          |                                                                             |
| Movimento 5 Stelle      | Carlo Martelli          |                                                                             |
| Movimento 5 Stelle      | Marco Scibona           |                                                                             |
| Con Monti per l'Italia  | Andrea Olivero          |                                                                             |
| Con Monti per l'Italia  | Gianluca Susta          |                                                                             |
| Lega Nord               | Michelino Davico        | In sostituzione di Giulio Tremonti che ha optato per altra circoscrizione   |

## III - Lombardia
La Lombardia elegge 49 senatori. Il premio di maggioranza regionale assegna allo schieramento vincente almeno 27 senatori. La coalizione che raccoglie più voti è la Coalizione di centro-destra.
| Lista                   | Eletto                            | Note                                                                                |
| ----------------------- | --------------------------------- | ----------------------------------------------------------------------------------- |
| Il Popolo della Libertà | Antonio Giuseppe Maria Verro      | In sostituzione di Lucio Barani che ha optato per altra circoscrizione              |
| Il Popolo della Libertà | Sante Zuffada                     | In sostituzione di Silvio Berlusconi che ha optato per altra circoscrizione         |
| Il Popolo della Libertà | Paolo Bonaiuti                    |                                                                                     |
| Il Popolo della Libertà | Sandro Bondi                      |                                                                                     |
| Il Popolo della Libertà | Giacomo Caliendo                  |                                                                                     |
| Il Popolo della Libertà | Francesco Colucci                 |                                                                                     |
| Il Popolo della Libertà | Riccardo Conti                    |                                                                                     |
| Il Popolo della Libertà | Roberto Formigoni                 |                                                                                     |
| Il Popolo della Libertà | Paolo Galimberti                  |                                                                                     |
| Il Popolo della Libertà | Andrea Mandelli                   |                                                                                     |
| Il Popolo della Libertà | Mario Mantovani                   | Dimessosi per incompatibilità il 3 maggio 2013, subentra Lionello Marco Pagnoncelli |
| Il Popolo della Libertà | Alfredo Messina                   |                                                                                     |
| Il Popolo della Libertà | Paolo Romani                      |                                                                                     |
| Il Popolo della Libertà | Salvatore Sciascia                |                                                                                     |
| Il Popolo della Libertà | Giancarlo Serafini                |                                                                                     |
| Il Popolo della Libertà | Antonio Giuseppe Maria Verro      | Dimessosi per incompatibilità il 29 maggio 2013, subentra Enrico Piccinelli         |
| Partito Democratico     | Roberto Giuseppe Guido Cociancich |                                                                                     |
| Partito Democratico     | Paolo Corsini                     |                                                                                     |
| Partito Democratico     | Erica D'Adda                      |                                                                                     |
| Partito Democratico     | Emilia Grazia De Biasi            |                                                                                     |
| Partito Democratico     | Mauro Del Barba                   |                                                                                     |
| Partito Democratico     | Franco Mirabelli                  |                                                                                     |
| Partito Democratico     | Massimo Mucchetti                 |                                                                                     |
| Partito Democratico     | Luciano Pizzetti                  |                                                                                     |
| Partito Democratico     | Lucrezia Ricchiuti                |                                                                                     |
| Partito Democratico     | Annalisa Silvestro                |                                                                                     |
| Partito Democratico     | Mario Tronti                      |                                                                                     |
| Lega Nord               | Paolo Arrigoni                    |                                                                                     |
| Lega Nord               | Roberto Calderoli                 |                                                                                     |
| Lega Nord               | Stefano Candiani                  |                                                                                     |
| Lega Nord               | Gian Marco Centinaio              |                                                                                     |
| Lega Nord               | Silvana Andreina Comaroli         |                                                                                     |
| Lega Nord               | Nunziante Consiglio               |                                                                                     |
| Lega Nord               | Jonny Crosio                      |                                                                                     |
| Lega Nord               | Massimo Garavaglia                | Dimessosi per incompatibilità il 7 maggio 2013, subentra Paolo Naccarato            |
| Lega Nord               | Giacomo Stucchi                   |                                                                                     |
| Lega Nord               | Giulio Tremonti                   |                                                                                     |
| Lega Nord               | Raffaele Volpi                    |                                                                                     |
| Movimento 5 Stelle      | Laura Bignami                     |                                                                                     |
| Movimento 5 Stelle      | Monica Casaletto                  |                                                                                     |
| Movimento 5 Stelle      | Vito Claudio Crimi                |                                                                                     |
| Movimento 5 Stelle      | Luigi Gaetti                      |                                                                                     |
| Movimento 5 Stelle      | Giovanna Mangili                  |                                                                                     |
| Movimento 5 Stelle      | Bruno Marton                      |                                                                                     |
| Movimento 5 Stelle      | Luis Alberto Orellana             |                                                                                     |
| Con Monti per l'Italia  | Pietro Ichino                     |                                                                                     |
| Con Monti per l'Italia  | Mario Walter Mauro                |                                                                                     |
| Con Monti per l'Italia  | Gabriele Albertini                |                                                                                     |
| Con Monti per l'Italia  | Benedetto Della Vedova            | In rappresentanza di Futuro e Libertà per l'Italia                                  |

## IV - Trentino-Alto Adige
Il Trentino-Alto Adige elegge un senatore in una circoscrizione proporzionale regionale e sei in altrettanti collegi uninominali. La coalizione che raccoglie più voti è Italia. Bene Comune.
| Lista                   | Eletto            | Note |
| ----------------------- | ----------------- | ---- |
| Südtiroler Volkspartei  | Hans Berger       |      |
| Südtiroler Volkspartei  | Vittorio Fravezzi |      |
| Südtiroler Volkspartei  | Francesco Palermo |      |
| Südtiroler Volkspartei  | Franco Panizza    |      |
| Südtiroler Volkspartei  | Giorgio Tonini    |      |
| Südtiroler Volkspartei  | Karl Zeller       |      |
| Il Popolo della Libertà | Sergio Divina     |      |

## V - Veneto
Il Veneto elegge 24 senatori. Il premio di maggioranza regionale assegna allo schieramento vincente almeno 14 senatori. La coalizione che raccoglie più voti è la Coalizione di centro-destra.
| Lista                   | Eletto                             | Note                                                                        |
| ----------------------- | ---------------------------------- | --------------------------------------------------------------------------- |
| Il Popolo della Libertà | Maria Elisabetta Alberti Casellati |                                                                             |
| Il Popolo della Libertà | Franco Conte                       | In sostituzione di Silvio Berlusconi che ha optato per altra circoscrizione |
| Il Popolo della Libertà | Anna Cinzia Bonfrisco              |                                                                             |
| Il Popolo della Libertà | Mario Dalla Tor                    |                                                                             |
| Il Popolo della Libertà | Niccolò Ghedini                    |                                                                             |
| Il Popolo della Libertà | Marco Marin                        |                                                                             |
| Il Popolo della Libertà | Giovanni Piccoli                   |                                                                             |
| Il Popolo della Libertà | Maurizio Sacconi                   |                                                                             |
| Il Popolo della Libertà | Pierantonio Zanettin               |                                                                             |
| Lega Nord               | Raffaella Bellott                  |                                                                             |
| Lega Nord               | Patrizia Bisinella                 |                                                                             |
| Lega Nord               | Massimo Bitonci                    |                                                                             |
| Lega Nord               | Emanuela Munerato                  |                                                                             |
| Lega Nord               | Erika Stefani                      |                                                                             |
| Partito Democratico     | Felice Casson                      |                                                                             |
| Partito Democratico     | Rosanna Filippin                   |                                                                             |
| Partito Democratico     | Laura Puppato                      |                                                                             |
| Partito Democratico     | Giorgio Santini                    |                                                                             |
| Movimento 5 Stelle      | Enrico Cappelletti                 |                                                                             |
| Movimento 5 Stelle      | Paola De Pin                       |                                                                             |
| Movimento 5 Stelle      | Giovanni Endrizzi                  |                                                                             |
| Movimento 5 Stelle      | Gianni Pietro Girotto              |                                                                             |
| Con Monti per l'Italia  | Gianpiero Dalla Zuanna             |                                                                             |
| Con Monti per l'Italia  | Antonio De Poli                    | In rappresentanza di Unione di Centro                                       |

## VI - Friuli-Venezia Giulia
Il Friuli-Venezia Giulia elegge 7 senatori. Il premio di maggioranza regionale assegna allo schieramento vincente almeno 4 senatori. La coalizione che raccoglie più voti è Italia. Bene Comune.
| Lista                   | Eletto            | Note                                                                        |
| ----------------------- | ----------------- | --------------------------------------------------------------------------- |
| Partito Democratico     | Isabella De Monte |                                                                             |
| Partito Democratico     | Carlo Pegorer     |                                                                             |
| Partito Democratico     | Francesco Russo   |                                                                             |
| Partito Democratico     | Lodovico Sonego   |                                                                             |
| Il Popolo della Libertà | Bernabò Bocca     | In sostituzione di Silvio Berlusconi che ha optato per altra circoscrizione |
| Movimento 5 Stelle      | Lorenzo Battista  |                                                                             |
| Con Monti per l'Italia  | Alessandro Maran  |                                                                             |

## VII - Liguria
La Liguria elegge 8 senatori. Il premio di maggioranza regionale assegna allo schieramento vincente almeno 5 senatori. La coalizione che raccoglie più voti è Italia. Bene Comune.
| Lista                   | Eletto                   | Note                                                                        |
| ----------------------- | ------------------------ | --------------------------------------------------------------------------- |
| Partito Democratico     | Donatella Albano         |                                                                             |
| Partito Democratico     | Massimo Caleo            |                                                                             |
| Partito Democratico     | Paolo Guerrieri Paleotti |                                                                             |
| Partito Democratico     | Roberta Pinotti          |                                                                             |
| Partito Democratico     | Vito Vattuone            |                                                                             |
| Il Popolo della Libertà | Augusto Minzolini        | In sostituzione di Silvio Berlusconi che ha optato per altra circoscrizione |
| Movimento 5 Stelle      | Cristina De Pietro       |                                                                             |
| Con Monti per l'Italia  | Maurizio Giuseppe Rossi  |                                                                             |

## VIII - Emilia-Romagna
L'Emilia-Romagna elegge 22 senatori. Il premio di maggioranza regionale assegna allo schieramento vincente almeno 13 senatori. La coalizione che raccoglie più voti è Italia. Bene Comune.
| Lista                   | Eletto                | Note                                                                        |
| ----------------------- | --------------------- | --------------------------------------------------------------------------- |
| Partito Democratico     | Maria Teresa Bertuzzi |                                                                             |
| Partito Democratico     | Claudio Broglia       |                                                                             |
| Partito Democratico     | Stefano Collina       |                                                                             |
| Partito Democratico     | Rita Ghedini          |                                                                             |
| Partito Democratico     | Maria Cecilia Guerra  |                                                                             |
| Partito Democratico     | Josefa Idem           |                                                                             |
| Partito Democratico     | Sergio Lo Giudice     |                                                                             |
| Partito Democratico     | Maurizio Migliavacca  |                                                                             |
| Partito Democratico     | Giorgio Pagliari      |                                                                             |
| Partito Democratico     | Leana Pignedoli       |                                                                             |
| Partito Democratico     | Francesca Puglisi     |                                                                             |
| Partito Democratico     | Gian Carlo Sangalli   |                                                                             |
| Partito Democratico     | Stefano Vaccari       |                                                                             |
| Il Popolo della Libertà | Anna Maria Bernini    |                                                                             |
| Il Popolo della Libertà | Franco Carraro        |                                                                             |
| Il Popolo della Libertà | Laura Bianconi        | In sostituzione di Silvio Berlusconi che ha optato per altra circoscrizione |
| Il Popolo della Libertà | Carlo Giovanardi      |                                                                             |
| Movimento 5 Stelle      | Elisa Bulgarelli      |                                                                             |
| Movimento 5 Stelle      | Adele Gambaro         |                                                                             |
| Movimento 5 Stelle      | Michela Montevecchi   |                                                                             |
| Movimento 5 Stelle      | Maria Mussini         |                                                                             |
| Con Monti per l'Italia  | Luigi Marino          |                                                                             |

## IX - Toscana
La Toscana elegge 18 senatori. Il premio di maggioranza regionale assegna allo schieramento vincente almeno 10 senatori. La coalizione che raccoglie più voti è Italia. Bene Comune.
| Lista                       | Eletto               | Note                                                                        |
| --------------------------- | -------------------- | --------------------------------------------------------------------------- |
| Partito Democratico         | Laura Cantini        |                                                                             |
| Partito Democratico         | Rosa Maria Di Giorgi |                                                                             |
| Partito Democratico         | Valeria Fedeli       |                                                                             |
| Partito Democratico         | Marco Filippi        |                                                                             |
| Partito Democratico         | Maria Grazia Gatti   |                                                                             |
| Partito Democratico         | Manuela Granaiola    |                                                                             |
| Partito Democratico         | Andrea Marcucci      |                                                                             |
| Partito Democratico         | Claudio Martini      |                                                                             |
| Partito Democratico         | Donella Mattesini    |                                                                             |
| Movimento 5 Stelle          | Alessandra Bencini   |                                                                             |
| Movimento 5 Stelle          | Laura Bottici        |                                                                             |
| Movimento 5 Stelle          | Sara Paglini         |                                                                             |
| Movimento 5 Stelle          | Maurizio Romani      |                                                                             |
| Il Popolo della Libertà     | Riccardo Mazzoni     | In sostituzione di Silvio Berlusconi che ha optato per altra circoscrizione |
| Il Popolo della Libertà     | Altero Matteoli      |                                                                             |
| Il Popolo della Libertà     | Denis Verdini        |                                                                             |
| Con Monti per l'Italia      | Stefania Giannini    | In sostituzione di Pietro Ichino che ha optato per altra circoscrizione     |
| Sinistra Ecologia e Libertà | Alessia Petraglia    |                                                                             |

## X - Umbria
L'Umbria elegge 7 senatori. Il premio di maggioranza regionale assegna allo schieramento vincente almeno 4 senatori. La coalizione che raccoglie più voti è Italia. Bene Comune.
| Lista                   | Eletto            | Note                                                                        |
| ----------------------- | ----------------- | --------------------------------------------------------------------------- |
| Partito Democratico     | Valeria Cardinali |                                                                             |
| Partito Democratico     | Nadia Ginetti     |                                                                             |
| Partito Democratico     | Miguel Gotor      |                                                                             |
| Partito Democratico     | Gianluca Rossi    |                                                                             |
| Il Popolo della Libertà | Luciano Rossi     | In sostituzione di Silvio Berlusconi che ha optato per altra circoscrizione |
| Movimento 5 Stelle      | Stefano Lucidi    |                                                                             |
| Con Monti per l'Italia  | Linda Lanzillotta |                                                                             |

## XI - Marche
Le Marche eleggono 8 senatori. Il premio di maggioranza regionale assegna allo schieramento vincente almeno 5 senatori. La coalizione che raccoglie più voti è Italia. Bene Comune.
| Lista                   | Eletto              | Note                                                                        |
| ----------------------- | ------------------- | --------------------------------------------------------------------------- |
| Partito Democratico     | Silvana Amati       |                                                                             |
| Partito Democratico     | Camilla Fabbri      |                                                                             |
| Partito Democratico     | Mario Morgoni       |                                                                             |
| Partito Democratico     | Riccardo Nencini    | In rappresentanza del Partito Socialista                                    |
| Partito Democratico     | Francesco Verducci  |                                                                             |
| Il Popolo della Libertà | Remigio Ceroni      | In sostituzione di Silvio Berlusconi che ha optato per altra circoscrizione |
| Movimento 5 Stelle      | Serenella Fucksia   |                                                                             |
| Con Monti per l'Italia  | Maria Paola Merloni |                                                                             |

## XII - Lazio
Il Lazio elegge 28 senatori. Il premio di maggioranza regionale assegna allo schieramento vincente almeno 16 senatori. La coalizione che raccoglie più voti è Italia. Bene Comune.
| Lista                       | Eletto                     | Note                                                                        |
| --------------------------- | -------------------------- | --------------------------------------------------------------------------- |
| Partito Democratico         | Bruno Astorre              |                                                                             |
| Partito Democratico         | Monica Cirinnà             |                                                                             |
| Partito Democratico         | Pietro Grasso              |                                                                             |
| Partito Democratico         | Carlo Lucherini            |                                                                             |
| Partito Democratico         | Daniela Valentini          | In sostituzione di Ignazio Marino che ha optato per altra circoscrizione    |
| Partito Democratico         | Giuseppina Maturani        |                                                                             |
| Partito Democratico         | Claudio Moscardelli        |                                                                             |
| Partito Democratico         | Annamaria Parente          |                                                                             |
| Partito Democratico         | Raffaele Ranucci           |                                                                             |
| Partito Democratico         | Francesco Scalia           |                                                                             |
| Partito Democratico         | Maria Spilabotte           |                                                                             |
| Partito Democratico         | Ugo Sposetti               |                                                                             |
| Partito Democratico         | Walter Tocci               |                                                                             |
| Partito Democratico         | Luigi Zanda                |                                                                             |
| Il Popolo della Libertà     | Andrea Augello             |                                                                             |
| Il Popolo della Libertà     | Francesco Aracri           | In sostituzione di Silvio Berlusconi che ha optato per altra circoscrizione |
| Il Popolo della Libertà     | Claudio Fazzone            |                                                                             |
| Il Popolo della Libertà     | Maurizio Gasparri          |                                                                             |
| Il Popolo della Libertà     | Francesco Maria Giro       |                                                                             |
| Il Popolo della Libertà     | Mariarosaria Rossi         |                                                                             |
| Movimento 5 Stelle          | Fabiola Anitori            |                                                                             |
| Movimento 5 Stelle          | Elena Fattori              |                                                                             |
| Movimento 5 Stelle          | Marino Germano Mastrangeli |                                                                             |
| Movimento 5 Stelle          | Ivana Simeoni              |                                                                             |
| Movimento 5 Stelle          | Paola Taverna              |                                                                             |
| Movimento 5 Stelle          | Giuseppe Vacciano          |                                                                             |
| Sinistra Ecologia e Libertà | Massimo Cervellini         |                                                                             |
| Sinistra Ecologia e Libertà | Loredana De Petris         |                                                                             |

## XIII - Abruzzo
L'Abruzzo elegge 7 senatori. Il premio di maggioranza regionale assegna allo schieramento vincente almeno 4 senatori. La coalizione che raccoglie più voti è la Coalizione di centro-destra.
| Lista                   | Eletto                | Note                                                                        |
| ----------------------- | --------------------- | --------------------------------------------------------------------------- |
| Il Popolo della Libertà | Federica Chiavaroli   | In sostituzione di Silvio Berlusconi che ha optato per altra circoscrizione |
| Il Popolo della Libertà | Paola Pelino          |                                                                             |
| Il Popolo della Libertà | Gaetano Quagliariello |                                                                             |
| Il Popolo della Libertà | Antonio Razzi         |                                                                             |
| Movimento 5 Stelle      | Rosetta Blundo        |                                                                             |
| Movimento 5 Stelle      | Gianluca Castaldi     |                                                                             |
| Partito Democratico     | Stefania Pezzopane    |                                                                             |

## XIV - Molise
Il Molise elegge due senatori, senza premio di maggioranza regionale. La coalizione che raccoglie più voti è Italia. Bene Comune.
| Lista                   | Eletto            | Note                                                                                                   |
| ----------------------- | ----------------- | --- |
| Il Popolo della Libertà | Ulisse Di Giacomo | Subentrato il 27 novembre 2013 in sostituzione di Silvio Berlusconi, decaduto dal mandato parlamentare |
| Partito Democratico     | Roberto Ruta      | |

## XV - Campania
La Campania elegge 29 senatori. Il premio di maggioranza regionale assegna allo schieramento vincente almeno 16 senatori. La coalizione che raccoglie più voti è la Coalizione di centro-destra.
| Lista                       | Eletto                 | Note                                                                        |
| --------------------------- | ---------------------- | --------------------------------------------------------------------------- |
| Il Popolo della Libertà     | Luigi Compagna         |                                                                             |
| Il Popolo della Libertà     | Giuseppe Compagnone    | In rappresentanza del Movimento per le Autonomie                            |
| Il Popolo della Libertà     | Enzo Fasano            | In sostituzione di Lucio Barani che ha optato per altra circoscrizione      |
| Il Popolo della Libertà     | Franco Cardiello       | In sostituzione di Silvio Berlusconi che ha optato per altra circoscrizione |
| Il Popolo della Libertà     | Vincenzo D'Anna        |                                                                             |
| Il Popolo della Libertà     | Domenico De Siano      |                                                                             |
| Il Popolo della Libertà     | Giuseppe Esposito      |                                                                             |
| Il Popolo della Libertà     | Ciro Falanga           |                                                                             |
| Il Popolo della Libertà     | Pietro Langella        |                                                                             |
| Il Popolo della Libertà     | Eva Longo              |                                                                             |
| Il Popolo della Libertà     | Giovanni Mauro         | In rappresentanza di Grande Sud                                             |
| Il Popolo della Libertà     | Antonio Milo           |                                                                             |
| Il Popolo della Libertà     | Alessandra Mussolini   |                                                                             |
| Il Popolo della Libertà     | Nitto Francesco Palma  |                                                                             |
| Il Popolo della Libertà     | Cosimo Sibilia         |                                                                             |
| Il Popolo della Libertà     | Riccardo Villari       |                                                                             |
| Partito Democratico         | Rosaria Capacchione    |                                                                             |
| Partito Democratico         | Vincenzo Cuomo         |                                                                             |
| Partito Democratico         | Angelica Saggese       |                                                                             |
| Partito Democratico         | Pasquale Sollo         |                                                                             |
| Partito Democratico         | Sergio Zavoli          |                                                                             |
| Movimento 5 Stelle          | Andrea Cioffi          |                                                                             |
| Movimento 5 Stelle          | Vilma Moronese         |                                                                             |
| Movimento 5 Stelle          | Paola Nugnes           |                                                                             |
| Movimento 5 Stelle          | Bartolomeo Pepe        |                                                                             |
| Movimento 5 Stelle          | Sergio Puglia          |                                                                             |
| Con Monti per l'Italia      | Pier Ferdinando Casini | In rappresentanza di Unione di Centro                                       |
| Con Monti per l'Italia      | Lucio Romano           |                                                                             |
| Sinistra Ecologia e Libertà | Giuseppe De Cristofaro |                                                                             |

## XVI - Puglia
La Puglia elegge 20 senatori. Il premio di maggioranza regionale assegna allo schieramento vincente almeno 11 senatori. La coalizione che raccoglie più voti è la Coalizione di centro-destra.
| Lista                       | Eletto                    | Note                                                                        |
| --------------------------- | ------------------------- | --------------------------------------------------------------------------- |
| Il Popolo della Libertà     | Francesco Maria Amoruso   |                                                                             |
| Il Popolo della Libertà     | Antonio Azzollini         |                                                                             |
| Il Popolo della Libertà     | Francesco Bruni           | In sostituzione di Silvio Berlusconi che ha optato per altra circoscrizione |
| Il Popolo della Libertà     | Donato Bruno              |                                                                             |
| Il Popolo della Libertà     | Massimo Cassano           |                                                                             |
| Il Popolo della Libertà     | Luigi D'Ambrosio Lettieri |                                                                             |
| Il Popolo della Libertà     | Pietro Iurlaro            |                                                                             |
| Il Popolo della Libertà     | Pietro Liuzzi             |                                                                             |
| Il Popolo della Libertà     | Luigi Perrone             |                                                                             |
| Il Popolo della Libertà     | Lucio Tarquinio           |                                                                             |
| Il Popolo della Libertà     | Vittorio Zizza            |                                                                             |
| Partito Democratico         | Anna Finocchiaro          |                                                                             |
| Partito Democratico         | Nicola Latorre            |                                                                             |
| Partito Democratico         | Salvatore Tomaselli       |                                                                             |
| Movimento 5 Stelle          | Maurizio Buccarella       |                                                                             |
| Movimento 5 Stelle          | Lello Ciampolillo         |                                                                             |
| Movimento 5 Stelle          | Daniela Donno             |                                                                             |
| Movimento 5 Stelle          | Barbara Lezzi             |                                                                             |
| Con Monti per l'Italia      | Angela D'Onghia           |                                                                             |
| Sinistra Ecologia e Libertà | Dario Stefano             |                                                                             |

## XVII - Basilicata
La Basilicata elegge 7 senatori. Il premio di maggioranza regionale assegna allo schieramento vincente almeno 4 senatori. La coalizione che raccoglie più voti è Italia. Bene Comune.
| Lista                       | Eletto                   | Note                                                                             |
| --------------------------- | ------------------------ | -------------------------------------------------------------------------------- |
| Partito Democratico         | Filippo Bubbico          |                                                                                  |
| Partito Democratico         | Emma Fattorini           |                                                                                  |
| Partito Democratico         | Salvatore Margiotta      |                                                                                  |
| Sinistra Ecologia e Libertà | Giovanni Barozzino       |                                                                                  |
| Movimento 5 Stelle          | Vito Rosario Petrocelli  |                                                                                  |
| Con Monti per l'Italia      | Salvatore Tito Di Maggio | In sostituzione di Pier Ferdinando Casini che ha optato per altra circoscrizione |
| Il Popolo della Libertà     | Guido Viceconte          | In sostituzione di Silvio Berlusconi che ha optato per altra circoscrizione      |

## XVIII - Calabria
La Calabria elegge 10 senatori. Il premio di maggioranza regionale assegna allo schieramento vincente almeno 6 senatori. La coalizione che raccoglie più voti è la Coalizione di centro-destra.
| Lista                   | Eletto                 | Note                                                                        |
| ----------------------- | ---------------------- | --------------------------------------------------------------------------- |
| Il Popolo della Libertà | Piero Aiello           |                                                                             |
| Il Popolo della Libertà | Domenico Scilipoti     | In sostituzione di Silvio Berlusconi che ha optato per altra circoscrizione |
| Il Popolo della Libertà | Antonio Stefano Caridi |                                                                             |
| Il Popolo della Libertà | Nico D'Ascola          |                                                                             |
| Il Popolo della Libertà | Antonio Gentile        |                                                                             |
| Partito Democratico     | Doris Lo Moro          |                                                                             |
| Partito Democratico     | Marco Minniti          |                                                                             |
| Movimento 5 Stelle      | Francesco Molinari     |                                                                             |
| Movimento 5 Stelle      | Nicola Morra           |                                                                             |
| Grande Sud              | Giovanni Bilardi       |                                                                             |

## XIX - Sicilia
La Sicilia elegge 25 senatori. Il premio di maggioranza regionale assegna allo schieramento vincente almeno 14 senatori. La coalizione che raccoglie più voti è la Coalizione di centro-destra.
| Lista                        | Eletto                             | Note                                                                        |
| ---------------------------- | ---------------------------------- | --------------------------------------------------------------------------- |
| Il Popolo della Libertà      | Bruno Alicata                      |                                                                             |
| Il Popolo della Libertà      | Marcello Gualdani                  | In sostituzione di Silvio Berlusconi che ha optato per altra circoscrizione |
| Il Popolo della Libertà      | Antonio D'Alì                      |                                                                             |
| Il Popolo della Libertà      | Mario Ferrara                      | In rappresentanza di Grande Sud                                             |
| Il Popolo della Libertà      | Vincenzo Gibiino                   |                                                                             |
| Il Popolo della Libertà      | Bruno Mancuso                      |                                                                             |
| Il Popolo della Libertà      | Giuseppe Francesco Maria Marinello |                                                                             |
| Il Popolo della Libertà      | Pippo Pagano                       |                                                                             |
| Il Popolo della Libertà      | Giuseppe Ruvolo                    |                                                                             |
| Il Popolo della Libertà      | Antonio Fabio Maria Scavone        | In rappresentanza del Movimento per le Autonomie                            |
| Il Popolo della Libertà      | Renato Schifani                    |                                                                             |
| Il Popolo della Libertà      | Francesco Scoma                    |                                                                             |
| Il Popolo della Libertà      | Salvatore Torrisi                  |                                                                             |
| Il Popolo della Libertà      | Simona Vicari                      |                                                                             |
| Movimento 5 Stelle           | Ornella Bertorotta                 |                                                                             |
| Movimento 5 Stelle           | Fabrizio Bocchino                  |                                                                             |
| Movimento 5 Stelle           | Francesco Campanella               |                                                                             |
| Movimento 5 Stelle           | Nunzia Catalfo                     |                                                                             |
| Movimento 5 Stelle           | Mario Michele Giarrusso            |                                                                             |
| Movimento 5 Stelle           | Vincenzo Santangelo                |                                                                             |
| Partito Democratico          | Amedeo Bianco                      |                                                                             |
| Partito Democratico          | Corradino Mineo                    |                                                                             |
| Partito Democratico          | Pamela Giacoma Giovanna Orrù       |                                                                             |
| Partito Democratico          | Venera Padua                       |                                                                             |
| Il Megafono - Lista Crocetta | Giuseppe Lumia                     |                                                                             |

## XX - Sardegna
La Sardegna elegge 8 senatori. Il premio di maggioranza regionale assegna allo schieramento vincente almeno 5 senatori. La coalizione che raccoglie più voti è Italia. Bene Comune.
| Lista                       | Eletto              | Note                                                                        |
| --------------------------- | ------------------- | --------------------------------------------------------------------------- |
| Partito Democratico         | Ignazio Angioni     |                                                                             |
| Partito Democratico         | Giuseppe Cucca      |                                                                             |
| Partito Democratico         | Bachisio Silvio Lai |                                                                             |
| Partito Democratico         | Luigi Manconi       |                                                                             |
| Movimento 5 Stelle          | Roberto Cotti       |                                                                             |
| Movimento 5 Stelle          | Manuela Serra       |                                                                             |
| Sinistra Ecologia e Libertà | Luciano Uras        |                                                                             |
| Il Popolo della Libertà     | Emilio Floris       | In sostituzione di Silvio Berlusconi che ha optato per altra circoscrizione |

## Estero
La legge sul voto degli italiani residenti all'estero divide il resto del mondo in quattro circoscrizioni e assegna loro sei senatori. Il sistema elettorale è proporzionale con il voto di preferenza.

### A - Europa
L'Europa elegge due senatori.
| Lista                  | Eletto            | Note                                               |
| ---------------------- | ----------------- | -------------------------------------------------- |
| Partito Democratico    | Claudio Micheloni |                                                    |
| Con Monti per l'Italia | Aldo Di Biagio    | In rappresentanza di Futuro e Libertà per l'Italia |

### B - America meridionale
L'America meridionale elegge due senatori.
| Lista                                     | Eletto                 | Note                                     |
| ----------------------------------------- | ---------------------- | ---------------------------------------- |
| Partito Democratico                       | Fausto Guilherme Longo | In rappresentanza del Partito Socialista |
| Movimento Associativo Italiani all'Estero | Claudio Zin            |                                          |

### C - America settentrionale e centrale
America settentrionale e centrale eleggono un senatore.
| Lista               | Eletto                | Note |
| ------------------- | --------------------- | ---- |
| Partito Democratico | Renato Guerino Turano |      |

### D - Asia, Africa, Oceania e Antartide
Asia, Africa, Oceania e Antartide eleggono un senatore.
| Lista               | Eletto             | Note |
| ------------------- | ------------------ | ---- |
| Partito Democratico | Francesco Giacobbe |      |

## Senatori a vita
| Nome                 | Note                                                                                        |
| -------------------- | ------------------------------------------------------------------------------------------- |
| Giorgio Napolitano   | Ex Presidente della Repubblica. In carica dal 14 gennaio 2015                               |
| Carlo Azeglio Ciampi | Ex Presidente della Repubblica. In carica dal 15 maggio 2006, deceduto il 16 settembre 2016 |
| Mario Monti          | Nominato da Giorgio Napolitano. In carica dal 9 novembre 2011                               |
| Giulio Andreotti     | Nominato da Francesco Cossiga. In carica dal 1º giugno 1991, deceduto il 6 maggio 2013      |
| Emilio Colombo       | Nominato da Carlo Azeglio Ciampi. In carica dal 21 gennaio 2003, deceduto il 24 giugno 2013 |
| Claudio Abbado       | Nominato da Giorgio Napolitano. In carica dal 30 agosto 2013, deceduto il 20 gennaio 2014   |
| Elena Cattaneo       | Nominata da Giorgio Napolitano. In carica dal 30 agosto 2013                                |
| Renzo Piano          | Nominato da Giorgio Napolitano. In carica dal 30 agosto 2013                                |
| Carlo Rubbia         | Nominato da Giorgio Napolitano. In carica dal 30 agosto 2013                                |